# Eurytoma pediaspisi
Eurytoma pediaspisi is een vliesvleugelig insect uit de familie Eurytomidae. De wetenschappelijke naam is voor het eerst geldig gepubliceerd in 1994 door Pujade i Villar.